# Induense
| Era Eratema | Periodo Sistema | Época Serie         | Edad Piso              | Inicio, en millones de años |
| ----------- | --------------- | ------------------- | ---------------------- | --------------------------- |
| Mesozoico   | Cretácico       | Cretácico           | Cretácico              | 143,1                       |
| Mesozoico   | Jurásico        | Jurásico            | Jurásico               | 201,4±0,2                   |
| Mesozoico   | Triásico        | Superior / Tardío   | Rhaetiense Rhaetiano   | 205,7                       |
| Mesozoico   | Triásico        | Superior / Tardío   | Noriense Noriano       | 227,3                       |
| Mesozoico   | Triásico        | Superior / Tardío   | Carniense Carniano     | ~235                        |
| Mesozoico   | Triásico        | Medio               | Ladiniense Ladiniano   | 241,464 ± 0,28              |
| Mesozoico   | Triásico        | Medio               | Anisiense Anisiano     | 246,7                       |
| Mesozoico   | Triásico        | Inferior / Temprano | Olenekiense Olenekiano | 249,9                       |
| Mesozoico   | Triásico        | Inferior / Temprano | Induense Induano       | 252,2±0,5                   |

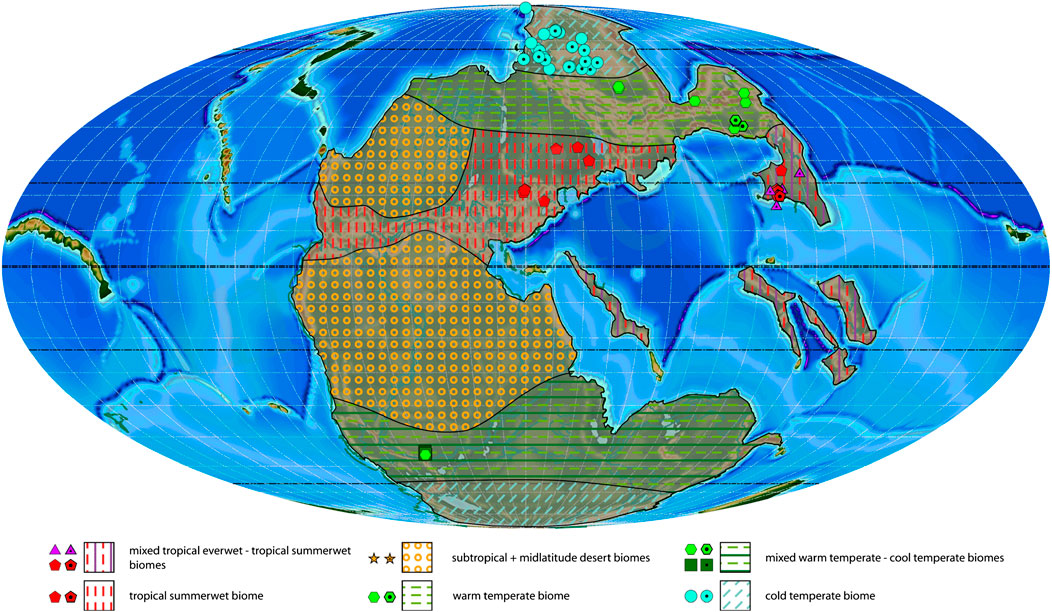
Paleogeografía durante el Induense

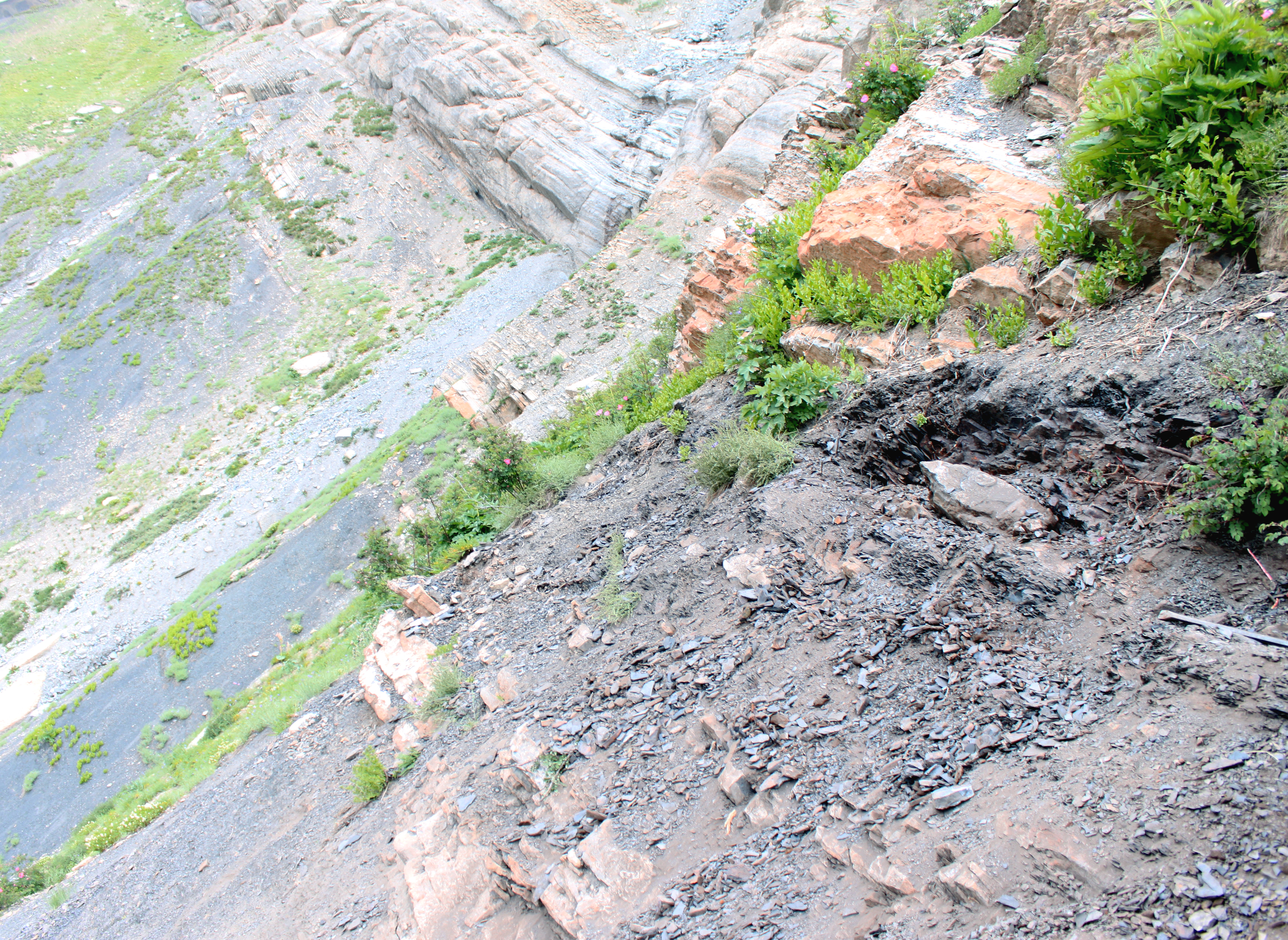
Sedimentos induenses: calizas y lutitas del miembro inferior de la Formación Mikin (valle de Spiti, Himachal Pradesh, India).

El Induense o Induano es el primer piso y edad del Triásico Inferior/Temprano, y por tanto del Mesozoico, en la escala temporal geológica. Sucede al Changhsingiense (último piso del Pérmico y del Paleozoico) y precede al Olenekiense. Se inició hace unos 252,2 millones de años y terminó hace unos 249,9 millones de años.
En esta época, gran parte del planeta se encontraba sin vida, desierto, caliente y seco. La mayor parte del agua era hipóxica.
El Induense se introdujo en la literatura científica por los geólogos y paleontólogos rusos Liubov Dmitrievna Kiparisova y Yuri Nikolaevich Popov, en 1956. El nombre procede del río Indo (India).

## Sección estratotipo y punto de límite global (GSSP)
La sección estratotipo y punto de límite global (GSSP) para la base del Induense se encuentra en la sección de Meishan (condado de Changxing, provincia de Zhejiang, China). Se caracteriza por la primera aparición del conodonto Hindeodus parvus. El piso y el GSSP fueron aprobados por la Comisión Internacional de Estratigrafía en noviembre de 2000 y ratificados por la Unión Internacional de Ciencias Geológicas en marzo de 2001.
El techo del Induense se define por la base del Olenekiense, pendiente de definir por la Comisión Internacional de Estratigrafía, que se caracteriza provisionalmente por la primera aparición del conodonto Neospathodus waageni, justo encima de la base de la zona de amonites Rohillites rohilla y por debajo de la primera aparición de los géneros de amonites Flemingites y Euflemingites.